# Миноносец
Миноно́сец – надводен мореходен кораб с малка водоизместимост и основно въоръжение торпеда.

## Поява на минното оръжие
Минното оръжие военните моряци за първи път се опитват да използват с помощта на подводницата „Търтъл“, „Костенурка“ (на английски: Turtle) по време на войната за независимост, но по време на атаката, оценена впоследствие като неуспешна, неуспяват да закрепят мината под дъното на целта.
Първият опитен образец на парен катер с минно въоръжение е построения в Русия в корабостроителницата Николаевско Адмиралтейство по време на Кримската война катер на генерала Евгений Богданович Тизенхаузен, но поради лошата му мореходност той потъва по време на изпитанията.
Активното развитие на минните катери – носители на прътни мини се случва в хода на Гражданската война в САЩ 1861 – 1865. Именно тогава е доказано, че „минното оръжие е реална, и вероятно, единствената заплаха за големите надводни кораби, чиято мощна броня е, в онези времена, е практически неуязвима за корабната артилерия, дори от най-големия калибър". Концепцията на минния катер – изтребител на броненосци – намира всеобщо признание само няколко години след края на войната; до началото на 1870-те години европейските флоти предпочитали строителството на параходи с голяма водоизместимост, въоръжени с прътни мини, а от 1874 г. и с торпеда. Минните катери активно се използвали в хода на Руско-турската война 1877 – 1878 и се строят до началото на 20 век.

## Първите миноносци
След Руско-Турската война буксируемите и прътни мини преминават на втори план, а активно развитие получават „самодвижещите мини“ (торпеда), а в качество на кораби-носители на торпедното въоръжение влиза кораб от нов клас – малкия миноносец или миноноската.
За появата на новия клас кораби сериозно влияние оказва изобретението от Робърт Уайтхед – нов вид оръжие – торпедото. Независимо от ограничената скорост, далечина на действие, ненадежността на попаденията и пораженията от взрива на торпедото към средата на 1870-те години то става силен тактически фактор. Първата в света успешна атака, с две торпеда, е осъществена на 14 януари 1878 г. по време на Руско-турската война (1877 – 1878) от минните катери „Чесма“ и „Наварин“; в хода на която е потопен стражевия турски параход „Интибах“.

Под впечатлението, от една страна на успешните действия на руските минни катери в действията им против турските кораби, а от друга – бързия ръст на възможностите на торпедното оръжие, се ражда концепцията на „миноносния флот“. Неин автор е френския адмирал Об, морски министър и глава на т.нар. „млада школа“ теоретици на морската война. Съгласно тази концепция, за отбрана на крайбрежията следва да има не броненосци и канонерски лодки, а множество малки бързоходни миноносци. Атаквайки едновременно от различни посоки, те могат да потопят всяка ескадра, съставена от бавни и тромави броненосни кораби.
Доктрината на „младата школа“ бързо намира привърженици, както във Франция, така и зад нейните предели, тъй като тя прдлага спиране на строителството на скъпоструващи броненосни кораби, в полза на много по-евтиния „москитен флот“.
Първият мореходен миноносец на руския флот „Взрыв“ влиза в строй 1877 г., и има водоизместимост 160 тона, скорост 14,5 възела (около 27 km/h) и 1 торпеден апарат. Едновременно с „Взрыв“ в състава на британскияо флот 1877 г. влиза миноносеца „Лайтнинг“, построен от фирмата „Торникрофт“ по поръчка на Британското Адмиралтейство. „Лайтнинг“ развивал с четыри възела по-голяма скорост, има пят пъти по-малка водоизместимост, отколкото „Взрыв“ и е въоръжен с два бордови торпедни апарата (в 1879 г. заменени с един носов).
Успешните изпитания на „Лайтнинг“ служат за тласък за серийно строителство на миноносци: в 1879 г. фирмата „Торникрофт“ по поръчка на британското Адмиралтейство построява 11 номерни миноносци (№ 2 – 12), имащи за прототип „Лайтнинг“ (но от последния се отличавали по малко по-големия тонаж, по-мощната силова установка, по-голяма дължина на корпуса, по-плитко газене, изпъкналата (черупковидна, карапасна) палуба и липса на кърмова надстройка). В периода 1878 – 1879 г. „Торникрофт“ построява 12 номерни миноносеца за Франция (№ 8 – 19) и по един миноносец за Дания и Австро-Унгария.
Десетилетието на 1880-те години е ппод знака на своеобразен „миноносен“ бум: флотите на Великобритания, Франция, Русия, Австро-Унгария, Италия, Германия и САЩ, а също и флотите на малките страни в Европа (Дания, Швеция и др.) започват активно да приемат в състава си серии от кораби на новия клас. Към 1 януари 1886 г. в тройката лидери по число на миноносците, влизащи в състава на техния флот, влизат Великобритания (129 миноносеца, в т.ч. 26 мореходни), Русия (119 миноносеца, в т.ч. 6 мореходни) и Франция (77 миноносеца, в т.ч. 23 мореходни).
|                | Дата |      |      |      |      |      |
| Страна         | 1886 | 1892 | 1900 | 1904 | 1914 | 1918 |
| Великобритания | 129  | 186  | 95   | 159  | н/д  | 94   |
| Франция        | 77   | 220  | 219  | 282  | н/д  | н/д  |
| Германия       | 8    | 152  | 113  | 90   | н/д  | н/д  |
| Русия          | 119  | 143  | 174  | 156  | н/д  | н/д  |
| Италия         | 58   | 129  | 144  | 143  | н/д  | н/д  |
| Австро-унгария | 42   |      |      |      |      |      |
| Япония         |      |      | 29   | 82   | н/д  | н/д  |
| САЩ            | н/д  | н/д  | 34   | н/д  | н/д  |      |

## Тактика за използване
Тактиката на бойното използване на миноносците се базира на характерните свойства на неговото оръжие – торпедата и се заключава в нападението и унищожаването на корабите на противника с помощта на голямо количество маневрени кораби с неголеми размери и голяма скорост, което затруднява унищожаването им от огъня на корабната артилерия. Тактическото използване на миноносците, както и всички малки кораби, се ограничава от лошата им мореходност, малката далечина на плаване и зависимостта на скоростта им от силата на вълнението.
Бойната живучест на миноносеца се основава на неговата скорост, маневреност и скритност, достигани благодарение на ниския и ограничен силует, снижаващ вероятността от попадения в кораба на снарядите на вражеската артилерия. Главната мисъл на тактиката на бойното използване на миноносците е приемане, като главен компонент на морската мощ, на скоростта.

## Следствия от появата на миноносците

### Влияние на миноносците върху строежа на големите военни кораби
Строителство на миноносци поставя съвсем нови конструктивни изисквания, отколкото тежките и бавни големи бойни кораби. За да постигнат висока скорост, миноносците, следвало да се намали тяхното тегло, като цяло, и да се поставят в качество двигатели мощни бутални машини и леки котли, които издържат на високо натоварване. Придобития опит, в хода на проектирането и строежа на миноносци, оказва положително влияние на развитието на корабостроенето и е пренесен на големите кораби.

### Поява на противоминната артилерия
Появата на миноносците способства за поява, в началото на 1880-те години, у големите кораби на противоминна артилерия: 37 mm револверни оръдия „Хочкис“ със система от пет ствола (по-късно – 47 mm оръдия на Хочкис)) и 25 mm четиристволни оръдия-митральози на Норденфелд. Усъвършенстването на миноносците и торпедата способства и за увеличението на скорострелността на корабните оръдия на средния калибър (102 mm).

## Миноносците в периода 1886 – 1900
Ако към 1885 г. в състава на Руския императорски флот има 6 миноносеца и още 109 миноноски, то към 1895 г. в състава на флота има вече 51 миноносеца, 105 миноноски и 5 минни крайцера. След още десет години, към 1905 г. състава вече е 149 миноносеца и 9 минни крайцера, а числото на миноноските се съкращава до 80.

## Интересни факти
С появата на минните крайцери и ескадрените миноносци строителството на миноносци в началото на 20 век в Русия е прекратено, последната серия – миноносци тип „Циклон“ за отбрана на шхерни позиции. В другите страни те продължават да се строят до края на Втората световна война. Миноносците, наследени от СССР по репарации, влизат в състава на съветския ВМФ като стражеви кораби.
Съществува несъответствие между руската и приетата на запад класификация на миноносците. Западните източници ги отнасят към същия клас и ги назовават с един и същи термин, като торпедни катери: на английски: Torpedo boats. В Русия те са разделени на два отделни класа.